# ARX
Az ARX egy Xerox-hoz hasonló, preemptív multitaskingra, multithreadingre képes, többfelhasználós operációs rendszer, melyet angliai Acorn computers és az Acorn Research Centre (ARC) Palo Altóban közösen fejlesztettek, új ARM RISC processzoraikhoz.
A fejlesztés nem lett kész időre, hogy az 1987-ben megjelent Archimedesbe bekerülhessen, így a helyét az Arthur operációs rendszer vette át, melyet később kiszorított a RISC OS.
Az Acorn Research Centre-t később az Olivetti vásárolta fel.